# Hora de Samara
|  | Huso horario     | Nombre local                                                  |
|  | ---------------- | ------------------------------------------------------------- |
|  | UTC +2 (MSK −1)  | Hora de Kaliningrado (EET)                                    |
|  | UTC +3 (MSK)     | Hora de Moscú (MSK)                                           |
|  | UTC +4 (MSK +1)  | Hora de Samara (SAMT)                                         |
|  | UTC +5 (MSK +2)  | Hora de Ekaterimburgo (YEKT)                                  |
|  | UTC +6 (MSK +3)  | Hora de Omsk (OMST)                                           |
|  | UTC +7 (MSK +4)  | Hora de Krasnoyarsk (KRAT) y Novosibirsk (NOVT)               |
|  | UTC +8 (MSK +5)  | Hora de Irkutsk (IRKT)                                        |
|  | UTC +9 (MSK +6)  | Hora de Yakutsk (YAKT)                                        |
|  | UTC +10 (MSK +7) | Hora de Vladivostok (VLAT)                                    |
|  | UTC +11 (MSK +8) | Hora de Magadán (MAGT), Sajalín (SAKT) y Srednekolimsk (SRET) |
|  | UTC +12 (MSK +9) | Hora de Kamchatka (PETT) y Anádyr (ANAT)                      |

La Hora de Samara (SAMT) es la zona horaria cuatro horas adelante del UTC (UTC+4) y una hora adelante de la Hora de Moscú (MSK+1). Es empleado en el Óblast de Samara, Udmurtia, Óblast de Astracán, Óblast de Uliánovsk y Óblast de Sarátov.

## Historia
Hasta la reforma del 28 de marzo de 2010, la hora de Samara era UTC+4 en invierno y UTC+5 en verano. Desde esa fecha, la hora de Samara fue abolida uniéndose al horario de verano de Moscú. En marzo de 2011, la hora de Moscú avanzó a UTC+4 durante todo el año. La hora de Samara se restableció el 26 de octubre de 2014, cuando el tiempo de Moscú retrocedió una hora hasta UTC+3 todo el año y el Óblast de Samara y Udmurtia permanecieron en UTC+4. El 27 de marzo de 2016, el Óblast de Uliánovsk y el Óblast de Astracán cambiaron a la hora de Samara moviendo el reloj 1 hora hacia delante desde la hora de Moscú. El 4 de diciembre de 2016, el Óblast de Saratov también cambió a la hora de Samara avanzando 1 hora desde la hora de Moscú.